# La Villa de Alcira

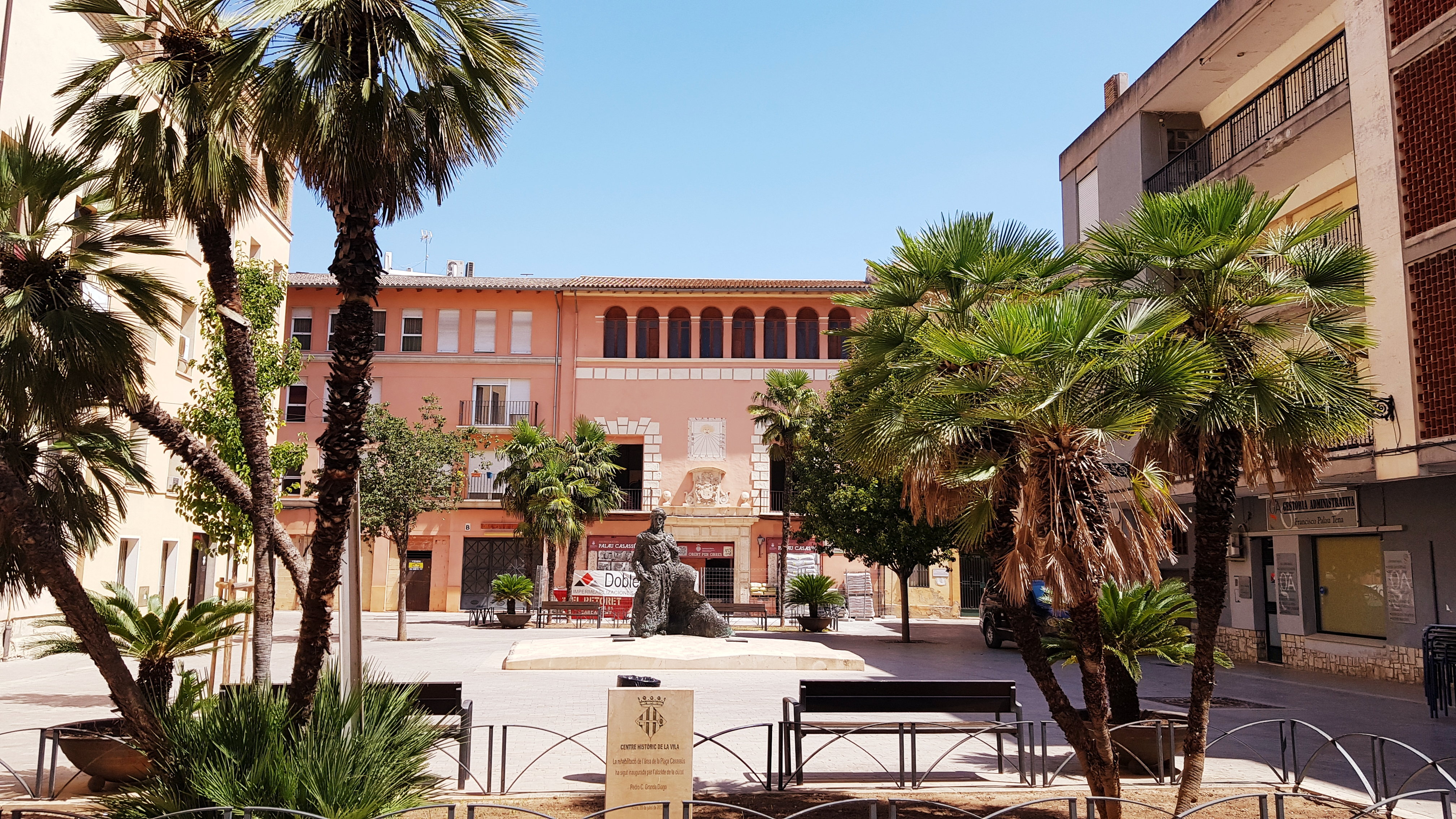
Plaza de Casassús.

La Villa de la ciudad de Alcira (en valenciano, La Vila) en la provincia de Valencia, es un conjunto histórico coincidente con la antigua ciudad amurallada. Cuenta con una trama urbana medieval en la que queda reflejada su evolución histórica. 

## Análisis y desarrollo urbano

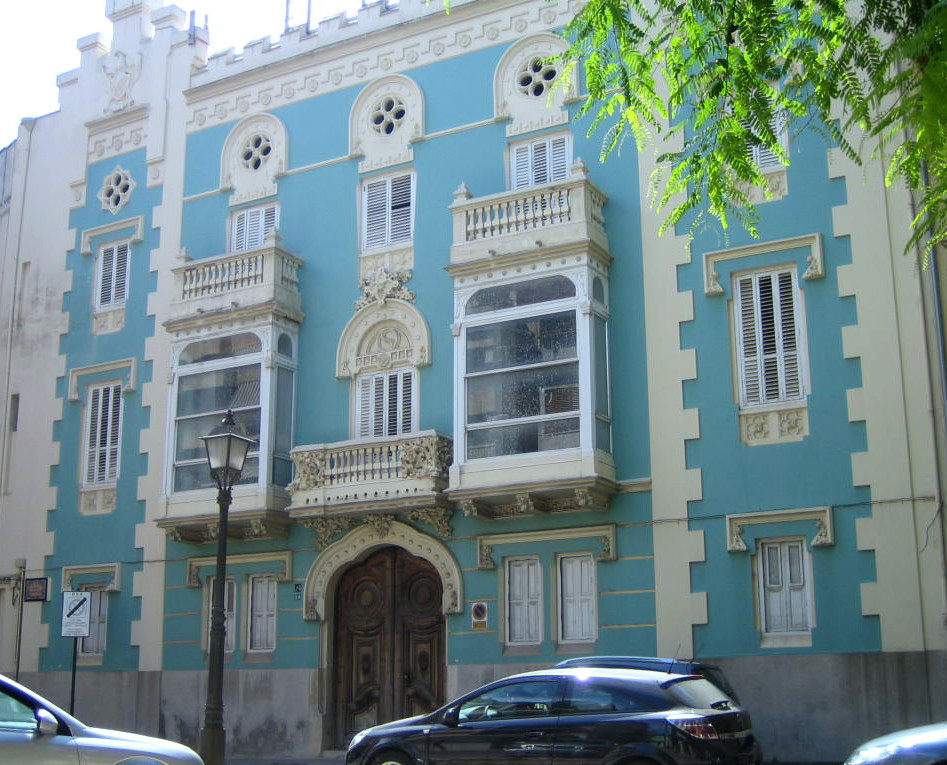
Casa del Alcalde.

La planta de la Villa, condicionada por la orografía se inscribe aproximadamente en un triángulo, con un pináculo apuntando al Júcar y base redondeada hacia el arrabal, estructurándose en torno a la diagonal de la calle Mayor. Partía ésta, tras superar el puente y sus defensas, de la iglesia de Santa María, continuando por el hospital y convento de agustinas, ermita de San Roque, Casa Consistorial, plaza de Santa Catalina y accesos al puente del arrabal. El camino de ronda propiciaba el paso exterior a las murallas, camino de Algemesí, mientras que el flanco opuesto quedaba ceñido por las murallas. 
Todavía pervive en su toponimia y trazado viario la intrincada, estrecha y laberíntica traza de callejones y plazuelas: plaza del Horno, Morera, Carbón, Sufragio, Pozo y Casassús y calles de Saludador, Salinería, Granero, Carniceros, Arcos, Mesón etc.
En los años de la posguerra se propició una arbitrariedad constructiva y pérdida de mansiones solariegas iniciada ya en 1899 cuando se decide derribar las murallas, portadas y arcadas y facilitar los ensanches. La tendencia a levantar viviendas en altura propició la demolición de los inmuebles que recaen a las calles de mayor anchura, abriéndose así mismo las plazas de Casassús y la unión de las de Sufragio-Carbón. 

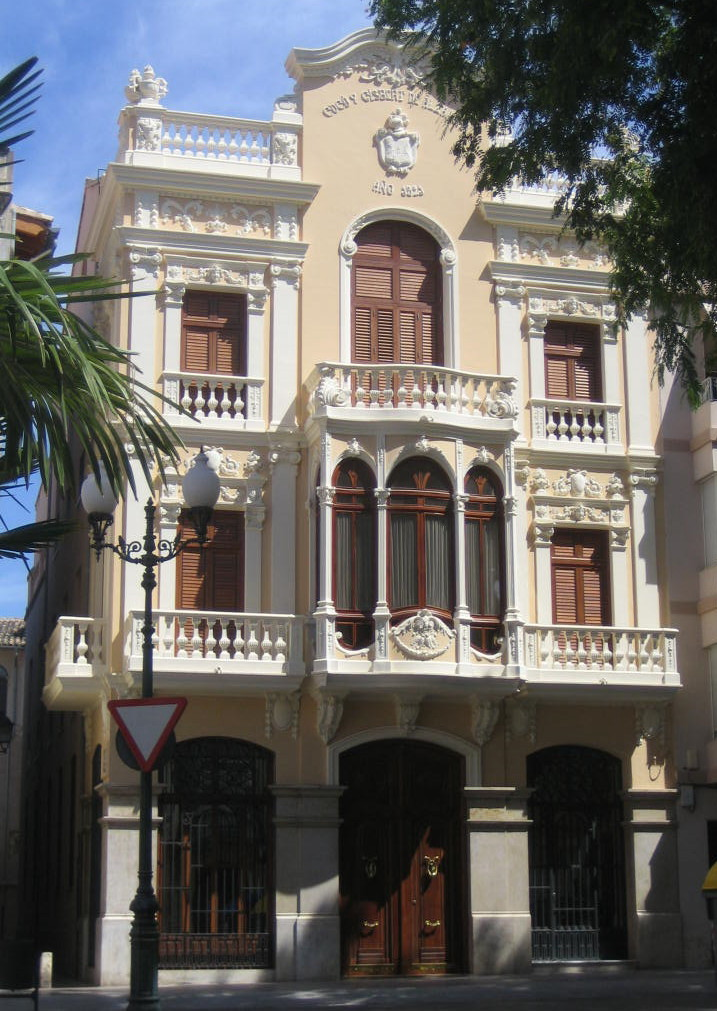
Casa Cucó-Gisbert de Alzamora.

El terraplenado del primitivo cauce muerto del río Júcar, que bordea La Villa, abrió las perspectivas de construcción de una gran avenida, demoliéndose el obstáculo del puente de San Bernardo para trazar el primer tramo (Santos Patronos). La Villa se iba despoblando de los habitantes más acomodados que buscaban las torres de las avenidas. También las riadas de 1982 y 1987 que dañaron las plantas bajas y primeros pisos forzó el abandono de sus propietarios.

## Edificación. Tipología
Las viviendas tradicionales de “La Villa” estructuraban su fachada en tres unidades delimitadas: Planta baja, con amplio portalón que permitía el acceso del carro y ventanal rectangular protegido con reja de forja lisa. Primera planta con dos o tres ventanales con balconcillo de madera y la andana con ventanas redondas o cuadradas. En planta baja se encontraba la estancia que servía de pasillo para las caballerías hasta el establo, flanqueado por un dormitorio, una chimenea comedor y la cocina. En el fondo se encontraba la cuadra y en su alto un granero. En la planta segunda se ubicaban frecuentemente los dormitorios de los hijos, quedando reservada la tercera a “andana”, donde se almacenaban las cosechas o se cultivó el gusano de la seda. Una sencilla cubierta de teja árabe, a dos aguas se apoyaba en una poderosa viga maestra de mobila.